# The Drunkard
Pour le film parodique, voir The Drunkard (film, 1935).
The Drunkard; or, The Fallen Saved (litt. L'Ivrogne, ou le pêcheur sauvé) est une pièce de théâtre américaine de tempérance représentée pour la première fois le 12 février 1844,. Ce mélodrame en cinq actes fut peut-être la pièce la plus populaire aux États-Unis jusqu'à l'adaptation théâtrale de La Case de l'oncle Tom en 1853. A New York, Barnum en donna plus de 100 représentations dans son Barnum's American Museum. C'est une des premières pièces de tempérance et la plus populaire jusqu'à celle de T. S. Arthur (en) Ten Nights in a Bar-Room (litt. Dix Soirées dans un bar) en 1858.
Le principal auteur de la pièce est William Henry Smith (1806-1872), qui a aussi dirigé et joué dans sa première production à Boston durant la saison 1844-1845,. Smith était le régisseur du Boston Museum (en) de Moses Kimball (en), où la pièce a été créée. Un collaborateur anonyme y a participé. Ce collaborateur est fréquemment identifié comme étant le pasteur unitarien John Pierpont. Pierpont aurait souhaité rester anonyme pour ne pas être associé avec le théâtre, qui était un sujet tabou dans sa communauté chrétienne.
La pièce a été représentée 140 fois au Boston Museum (en) durant la saison 1844-1845, parfois trois fois dans la même journée. Ce succès, incroyable pour l'époque, a joué un rôle dans celui du mouvement pour la tempérance.

## Depuis leXXesiècle
Une production de The Drunkard lancée au Theatre Mart de Los Angeles en 1933 y a duré 36 ans. Boris Karloff a suggéré un jour d'ajouter à la pièce un olio (en), un numéro chanté et dansé devant le rideau de scène.
L'aspect daté et mélodramatique de la pièce en a fait la cible de parodies au cinéma. En 1934, une représentation comique de The Drunkard apparaît dans le film de W. C. Fields La Parade du rire. L'année suivante, James Murray et Clara Kimball Young jouent dans un film titré The Drunkard, une comédie dramatique où deux producteurs de théâtre présentent la pièce comme une farce, avec parmi les acteurs leurs cousins dans le besoin,. En 1940, la pièce est encore parodiée dans Boire et Déboires, avec Buster Keaton.
Une adaptation musicale de la pièce par le Britannique Brian J. Burton, The Drunkard or Down With the Demon Drink, a été publiée en 1968 et jouée plusieurs fois depuis,.
Une autre version de la pièce, adaptée par Richard Mansfield Dickinson, a été jouée chaque samedi soir depuis le 14 novembre 1953 au Riverside Studio (en) à Tulsa, en Oklahoma ; la compagnie affirme que c'est la plus longue production théâtrale du monde,, bien que La Souricière d'Agatha Christie soit jouée en Angleterre depuis le 6 octobre 1952. La durée de cette production a valu au Riverside Studio son inscription au Registre national des lieux historiques en 2001.
En 2010, une production Off-Broadway a eu lieu à la Metropolitan Playhouse (en) de New York.

## Argument

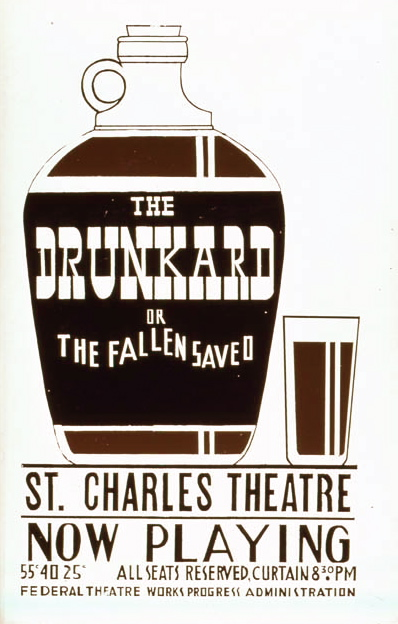
Autre affiche pour la production du Federal Theatre Project.

L'acte I s'ouvre sur une jolie ferme occupée par Mrs. Wilson et sa fille Mary. Terrifiées à l'idée de perdre leur ferme car elles n'arrivent pas à payer régulièrement leur bail, elles parlent avec l'avocat Cribbs, qui insiste pour qu'elles le fassent, car leur nouveau propriétaire, Edward Middleton, n'est pas aussi généreux que l'était son père. Cribbs leur ment, parce qu'il gère les biens du père d'Edward et a une opportunité de vendre la ferme pour une forte somme. Cependant, quand Edward rencontre Mary, il tombe amoureux d'elle et l'épouse. La scène 3 présente aussi William, le frère adoptif d'Edward, et Miss Spindle, aussi amoureuse de celui-ci.
À l'acte II, Cribbs, furieux de l'échec de son projet, essaie de se venger d'Edward en demandant à Miss Spindle, jalouse, si elle n'aurait pas quelque chose contre lui. Comme elle ne lui révèle rien de compromettant, il décide d'essayer de le pousser à boire, comme il sait qu'il l'a fait plus jeune. Edward et Mary ont maintenant une petite fille, Julia, mais cela ne dissuade pas Cribbs. Il convainc Edward de boire trop de brandy à la taverne locale et répand la rumeur qu'Edward est devenu alcoolique et a l'alcool mauvais. La première nuit où Edward revient ivre à la ferme, Mrs. Wilson est retrouvée morte. Edward s'accuse d'en être responsable et s'enfuit à Boston (à New York dans les éditions plus tardives).
À l'acte III, Cribbs retrouve Edward en ville et manigance une nouvelle escroquerie. Il veut qu'Edward imite la signature d'un certain Arden Rencelaw, un riche philanthrope, en échange d'argent pour boire. Encore honnête, Edward refuse, mais le quitte pour continuer à boire en ville. Pendant ce temps, Mary et Julia sont également en ville à la recherche de William. Elles sont affamées et glacées et quand Cribbs tombe sur elles il essaie d'abuser de Mary. Par chance, William apparaît juste à cet instant et il jure de les aider à retrouver son frère adoptif.
William retrouve Edward au début de l'acte IV et grâce à l'aide d'Arden Rencelaw il le convainc de retourner dans sa famille et de cesser de s'apitoyer sur lui-même. Les Middleton se retrouvent heureusement chez Rencelaw. Mais auparavant, on découvre que Cribbs a forgé lui-même la signature de celui-ci et s'est enfui en lui volant 5 000 dollars.
L'acte V se déroule au village, où Cribbs cherche à faire disparaître des preuves avant de s'échapper. Le véritable testament du père d'Edward, qui ne mentionne pas Cribbs comme exécuteur testamentaire, est dissimulé dans la ferme. Les Middleton et Rencelaw l'apprennent aussi et ils réussissent à s'en emparer avant Cribbs, qui est rapidement arrêté. La dernière scène se déroule dans la ferme, comme la première, autour d'une grande famille heureuse.